# Magaly López Domínguez
Magaly López Domínguez (Oaxaca, 12 de junio de 1980) es una política mexicana socialista, actualmente diputada en el Congreso del Estado de Oaxaca por el partido partido Movimiento Regeneración Nacional. Participó en el movimiento social y magisterial de 2006 y 2007 en Oaxaca. Es presidenta de la Comisión Permanente de Derechos Humanos, e integrante de las comisiones de Justicia, Igualdad de Género, Medio Ambiente e Infraestructuras.
Abogada por la Universidad Autónoma Benito Juárez de Oaxaca, ha propuesto o promovido acciones legislativas que han generado reacciones a favor o en contra de distintos sectores, como la prohibición de vender alimentos y bebidas de alto contenido calórico a menores de edad, la paridad de género en elecciones bajo sistemas indígenas, el matrimonio igualitario y la despenalización del aborto.

## Prohibición de alimentos “chatarra”
El 5 de agosto de 2020, el Congreso del Estado de Oaxaca aprobó con 31 votos a favor un dictamen para añadir el artículo 20 bis a la Ley de Derechos de Niñas, Niños y Adolescentes del Estado de Oaxaca, que prohíbe en todo el estado la distribución, venta, regalo y suministro a menores de edad, de bebidas azucaradas y alimentos envasados de alto contenido calórico.
La iniciativa fue presentada al Congreso por la diputada Magaly López Domínguez, el 12 de noviembre de 2019, y turnada a la Comisión Permanente de Grupos en Situación de Vulnerabilidad, que desarrolló el proceso legislativo, realizó diversas modificaciones a la propuesta inicial (en la iniciativa, por ejemplo, se planteaba el castigo penal a la transgresión y la creación de una norma oficial estatal, aspectos que fueron eliminados) y emitió un dictamen en positivo el 26 de mayo de 2020.
La reforma fue polémica desde antes de su aprobación.

### Voces a favor
El 3 de agosto, 73 organizaciones civiles y personajes relacionados con los derechos de la infancia hicieron un exhorto a las diputadas y los diputados del Congreso del Estado de Oaxaca “a ponderar la salud y la vida de la infancia oaxaqueña por encima de los intereses económicos de la industria de alimentaria, y votar a favor del dictamen que prohíbe la venta de refrescos y alimentos chatarra a menores de edad, como un mecanismo para prevenir enfermedades crónicas desde edad temprana, preservar la salud y la vida de la infancia oaxaqueña, y como un precedente importante para tomar en cuenta en el resto del país”. Un día después, el subsecretario de Prevención y Promoción de la Salud del Gobierno de México, Hugo López-Gatell Ramírez, expresó su apoyo a la iniciativa e hizo votos por su aprobación, “por el bien de la salud de México”.
Christian Skoog, representante de Unicef México, también el día anterior a la votación se pronunció a favor de la iniciativa: “En Unicef México celebramos la propuesta de adición a la Ley de los Derechos de Niñas, Niños y Adolescentes de Oaxaca, para prohibir la distribución, donación, regalo y venta de bebidas azucaradas y alimentos calóricos a menores de edad. Acciones como esta son sumamente necesarias pues protejan (sic) el derecho a una alimentación nutritiva, suficiente y de calidad de cada niña, niño y adolescente”. Después de la aprobación, la jefa de Política Social, Salud y Nutrición de Unicef consideró que el resto de los estados del país deben ver a Oaxaca como ejemplo: “Hay que enviar una felicitación a Oaxaca por esta decisión valiente y pionera que está poniendo primero el interés superior de la niñez por encima de intereses económicos. Mi mensaje para los congresos de diferentes estados y para diferentes foros es que consideren estas medidas para la prevención”, dijo durante una entrevista.
El mismo día de la votación se pronunció también Lina Pohl, representante en México de la Organización de las Naciones Unidas para la Alimentación y la Agricultura (FAO): “Ante cifras de malnutrición infantil en México, reconocemos la labor del Congreso de Oaxaca  que hoy discutirá sobre la prohibición de venta, distribución y regalo de alimentos no saludables. Deseamos que las y los legisladores privilegien el derecho de la niñez a una alimentación sana”, escribió.
La reforma fue calificada como “la revolución oaxaqueña” por la Alianza por la Salud Alimentaria.

### Voces en contra
En contraparte, diversos organismos empresariales han manifestado su oposición a la medida. 
Posteriormente, la Asociación Nacional de Pequeños Comerciantes (ANPEC) ha dicho que con la prohibición de bebidas y alimentos con alto contenido calórico, las 58 mil tienditas de Oaxaca perderán al menos 50 por ciento de sus ventas; crecerá el desempleo, el comercio informal y habrá más corrupción.
De acuerdo con la Cámara Nacional de Comercio en Pequeño (Canacope), en Oaxaca existen alrededor de 58 mil negocios en los cuales el 60 por ciento sus ventas son principalmente los productos que fueron prohibidos, por lo cual muchos podrían dejar de operar.
Según la Confederación Patronal de la República Mexicana (Coparmex), la reforma –que de acuerdo con el organismo empresarial podría extenderse a 24 de los 32 estados del país–  implicaría que en el país se pierdan 300,000 empleos adicionales a los que ya se han registrado por la contingencia sanitaria, de ellos, 130,000 en Ciudad de México. También se pronunciaron en contra la Cámara Nacional de la Industria de Transformación (Canacintra), el Consejo Coordinador Empresarial (CCE) y la Cámara Nacional de Comercio, Servicios y Turismo (Canaco).
José Ramón Cossío Díaz, exministro de la Suprema Corte de Justicia de la Nación, ha asegurado que la reforma presenta errores de carácter constitucional, aunque en su amplia disertación no menciona cuáles. En contraparte, un tribunal colegiado revocó la única suspensión provisional que un juez federal había otorgado a una empresa en contra de la aplicación de la norma.

## Paridad en municipios indígenas
En febrero de 2019, Magaly López Domínguez presentó una iniciativa de reforma para facultar al instituto electoral local a invalidar elecciones municipales realizadas bajo sistemas normativos indígenas que no cumpliesen con el principio de paridad entre hombres y mujeres. La iniciativa fue turnada a la Comisión Permanente de Democracia y Participación Ciudadana, que en septiembre de ese año efectuó reuniones de trabajo, en las cuales tanto la consejera ciudadana del IEEPCO Nayma Enríquez Estrada como el presidente del Tribunal Electoral del Estado de Oaxaca, Miguel Ángel Carballido Díaz, se pronunciaron en contra de la aprobación de la iniciativa.
En mayo de 2020, la Red Nacional de Abogadas Indígenas denunció públicamente que el Instituto Nacional de Pueblos Indígenas (INPI) buscaba impedir la aprobación de la iniciativa; urgió al Congreso del Estado a legislar con perspectivas de género, de derechos humanos e intercultural, y cuestionó que se pretenda justificar la eliminación de la paridad de género en aras de una supuesta defensa de los derechos colectivos de los pueblos indígenas.
Finalmente, la iniciativa fue aprobada el 28 de mayo de 2020 como parte de un paquete amplio de reformas a la Ley de Instituciones y Procedimientos Electorales del Estado de Oaxaca en materia de paridad y prevención, atención, sanción y erradicación de la violencia política en razón de género.

## Matrimonio y concubinato igualitarios
El 5 de diciembre de 2018, el Congreso del Estado dio entrada a una propuesta de reforma legal de Magaly López Domínguez dirigida a reconocer el matrimonio igualitario y el concubinato igualitario, que había sido presentada el 17 de noviembre, basada en sentencias de la Corte Interamericana de Derechos Humanos y resoluciones de la Suprema Corte de Justicia de la Nación de México. La iniciativa fue dictaminada el 20 de agosto de 2019 junto con otras tres iniciativas en el mismo sentido, presentadas posteriormente.
El dictamen fue sometido a consideración del Congreso del Estado en sesión ordinaria el 28 de agosto y aprobado con 25 votos a favor y 10 en contra, tras una larga discusión que se realizó entre protestas de grupos religiosos, encabezados por la Cofraternidad de Pastores Cristianos, y manifestaciones de apoyo de la comunidad lésbico-gay local, que estuvieron presentes en el Congreso del Estado.